# 次亜リン酸
次亜リン酸(Hypophosphorous acid, HPA)は、化学式H3PO2のリンのオキソ酸であり、強力な還元剤である。無色の低融点化合物で、水、ジオキサン、アルコールに可溶である。一塩基酸であるという特徴を強調して、化学式をHOP(O)H2と書くこともある。この酸の塩は、次亜リン酸塩と呼ばれる。互変異性体HP(OH)2（ホスフィン酸）と平衡状態にある。

## 合成
次亜リン酸は、1816年にフランスの化学者ピエール・ルイ・デュロンにより初めて合成された。
工業的には、白リンをアルカリ金属及びアルカリ土類金属の水酸化物と反応させ、次亜リン酸塩の水溶液とする。
P4 + 4 OH− + 4 H2O → 4 H2PO−
2 + 2 H2
この段階で生じるリン酸塩は、カルシウム塩で処理することで、選択的に沈殿させることができる。精製した物質は、硫酸等の非酸化性の強酸で処理することで、フリーな次亜リン酸が得られる。
H2PO−
2 + H+ → H3PO2
次亜リン酸は、通常、50%の水溶液として流通する。亜リン酸やリン酸に酸化しやすく、また亜リン酸とホスフィンに不均化しやすいため、単に水を蒸発させることでは、無水酸を得ることができない。純粋な無水次亜リン酸は、水溶液をジエチルエーテルで連続抽出することにより、得ることができる。

## 性質
この分子はリン酸と同様、P(═O)が強く選択されるP(═O)HからP–OHへの互変異性を示す。
通常、50%水溶液として提供され、90℃程度までの低温で加熱すると、水と反応して亜リン酸と水素ガスを形成する。
H3PO2 + H2O → H3PO3 + H2
110℃以上で加熱すると、亜リン酸とホスフィンに不均化する。
3 H3PO2 → 2 H3PO3 + PH3

## 反応

### 無機
次亜リン酸は、クロム(III)をクロム(II)に還元する。
H3PO2 + 2 Cr2O3 → 4 CrO + H3PO4

### 無機誘導体
次亜リン酸が金属カチオンを金属に還元しようとする性質のため、大部分の金属-次亜リン酸錯体は不安定である。重要なニッケル塩の[Ni(H2O)6](H2PO2)2等、いくつかの例では性質が調べられている。

### 規制物質管理
次亜リン酸は、ヨウ素元素を還元してヨウ化水素酸とすることができ、ヨウ化水素酸はエフェドリンまたはプソイドエフェドリンをメタンフェタミンに効率よく還元することができるため、麻薬取締局により、2001年11月16日にリストIの前駆体化学物質に指定された。従って、アメリカ合衆国内で次亜リン酸及びその塩を扱う者は、規制物質法及び連邦規則集21巻に基づき、登録、記録保存、報告、輸入/輸出要件を含む厳格な規制管理の対象となる。

### 有機
有機化合においては、次亜リン酸はアレンジアゾニウム塩を還元し、ArN+2をAr–Hに変換するのに用いられる。濃次亜リン酸溶液中でジアゾ化が起こると、アレンからアミン置換基が取り除かれる。
温和な還元剤、酸素補足剤になりうることから、フィッシャーエステル合成反応に添加されることがあり、着色不純物の形成を妨げる役割を果たす。
ホスフィン酸誘導体の合成のために用いられる。

## 応用
次亜リン酸及びその塩は、金属塩を還元して元の金属に戻すのに用いられる。様々な遷移金属イオン（コバルト、銅、銀、マンガン、白金）で可能だが、ニッケルの還元に最も良く用いられる。これを応用して、工業用途としては、無電解ニッケルめっきに最も多く用いられる。この用途のためには、基本的に塩（次亜リン酸ナトリウム）の形で用いる。